# Angelica Cinquantini
Angelica Cinquantini (* 12. August 1998 in Rom) ist eine italienische Schauspielerin.

## Leben
Cinquantini wuchs als Tochter des Musikers Aldo Cinquantini und dessen Frau, einer Sängerin auf. Sie debütierte 2006 in dem Musical Is Blame Great.
Bekannt wurde sie als Kinderdarstellerin durch ihre Teilnahme an der Fernsehserie I Cesaroni bei RTI, Canale 5.

## Filmografie
- 2006:	QUO VADIS BABY[5]
- 2008:	MEDICINA GENERALE 2
- 2009: Il mistero del lago (TV)
- 2010: I bambini hanno gli occhi (Kurzfilm)
- 2009–2012: I Cesaroni (TV-Serie, 28 Folgen)